# Daniel Grünauer

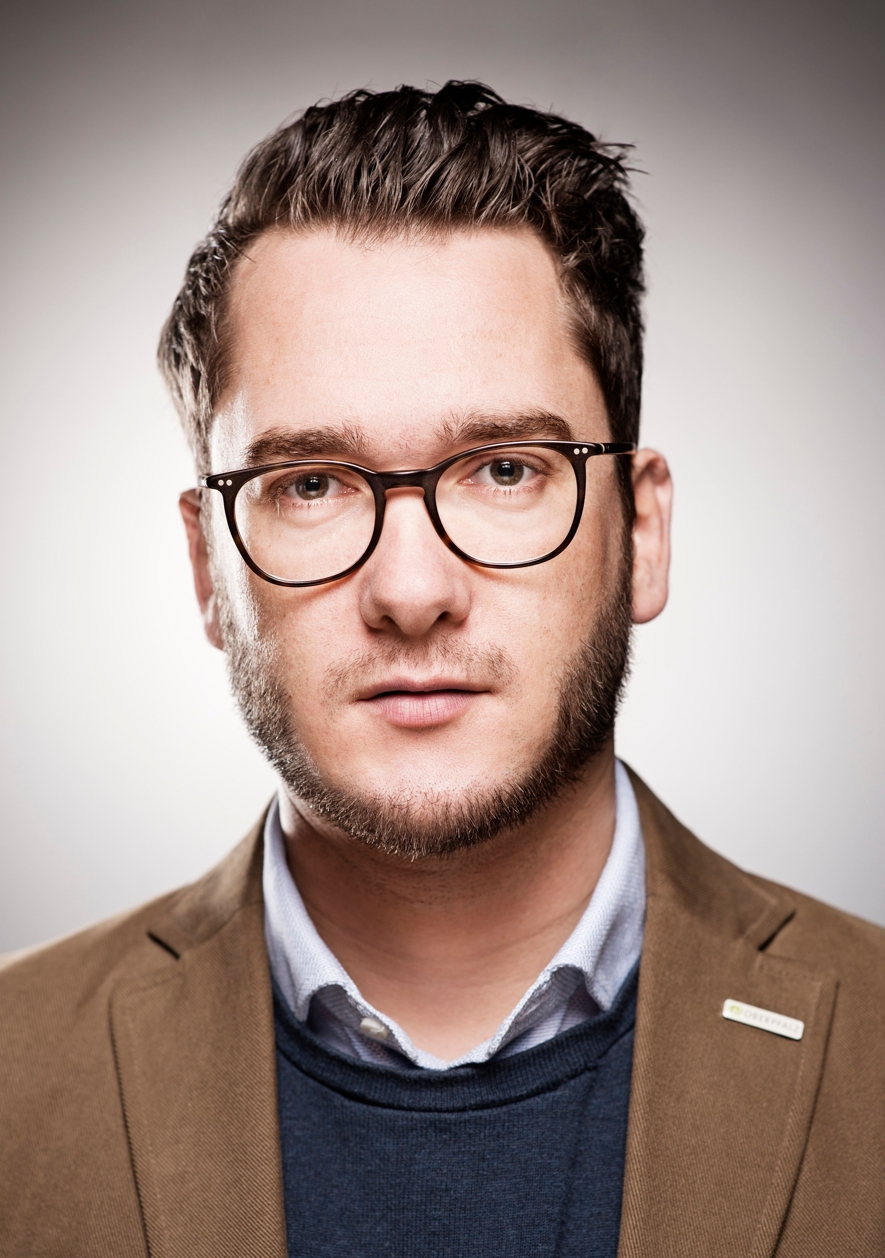
Daniel Grünauer

Daniel Grünauer (* 1982 in Weiden in der Oberpfalz) ist ein deutscher Dramaturg, Regisseur und Autor.

## Leben und Schaffen
Daniel Grünauer absolvierte 2002 sein Abitur am Kepler-Gymnasium Weiden. Im Anschluss studierte er Theaterwissenschaften und Geschichte an der Ludwig-Maximilians-Universität München sowie Germanistik und Politische Wissenschaften an der Julius-Maximilians-Universität in Würzburg, erweitert durch ein einjähriges Auslandsstudium der Darstellenden Künste an der Université de Caen Basse-Normandie. Es folgte eine Hospitation am Mainfrankentheater Würzburg. Während des Studiums war er verantwortlich für die Gründung des UniTheater studi(o)bühne in Würzburg und war als Regisseur und Dramaturg bei den Burgfestspielen Leuchtenberg aktiv. Daniel Grünauer schloss sein Studium 2010 mit dem Titel des Magister Artium ab.
Seit 2005 führt er Regie. Im September 2010 war er Mitgründer des Landestheater Oberpfalz, wo er von 2010 bis 2012 als Regisseur, Dramaturg und Leiter Öffentlichkeitsarbeit tätig war. Im September 2010 feierte das von Daniel Grünauer inszenierte Musical Xanadu die deutschsprachige und europäische Erstaufführung. Es folgte im Februar 2013 am Landestheater Oberpfalz die Uraufführung der Bühnenadaption von Paradiso nach Thomas Klupp. 2012 bis 2017 war er unter anderem als Leitender Schauspieldramaturg am Theater Ulm engagiert und Leiter der Kommunikation. Von 2017 bis 2019 arbeitete er am Theater Konstanz, zuletzt als Chefdramaturg. In der von ihm und Co-Moderator Daniel Morgenroth initiierten Late-Night-Talk-Show Eingeschenkt! trat Daniel Grünauer von Januar 2018 bis November 2019 unter dem Künstlernamen Daniel G. Lindengrün auf.
Daniel Grünauer koordinierte das 7. Schweizer Theatertreffen 2020 in Chur/Liechtenstein bis zu dessen Absage aufgrund der Covid-19-Pandemie. Von 2020 bis 2025 war er Teil des dreiköpfigen Leitungsteams der RathausOper Konstanz. Von 2020 bis 2022 war er als Dramaturg am Schauspielhaus Graz engagiert. 2022 bis 2023 kehrte er für eine Spielzeit als Leitender Schauspieldramaturg am Theater Regensburg in sein oberpfälzer Heimat zurück. Seit Oktober 2023 leitet er gemeinsam mit Clara Topic-Matutin das internationale Residenzprogramm für junge Regie WORX am Berliner Ensemble.

### Theater
Als Regisseur (Auswahl)
- Gelegenheit macht Diebe Komische Oper in einem Akt von Gioachino Rossini, Libretto nach Eugène Scribe, RathausOper Konstanz
- Der Apotheker Komische Oper von Joseph Haydn mit dem Libretto nach Carlo Goldoni, RathausOper Konstanz
- Dichterliebe Szenischer Liederabend nach Robert Schumann auf Texte von Heinrich Heine in der Fassung von Christian Jost, RathausOper Konstanz
- Wer hat Angst vorm weissen Mann Komödie nach dem Drehbuch von Dominique Lorenz, Theater Konstanz
- Kripo Ulm Der zweite Fall: Theaterblut Eine filmische Krimi-Theater-Reihe von Michael Sommer nach einer Idee von Daniel Grünauer, Theater Ulm (Uraufführung)
- Servus King Ein Schauspiel mit Musik in 5 Bildern von Uli Scherr. Modernes Theater Tirschenreuth (Uraufführung)
- Kripo Ulm Der erste Fall: Ausbruch – Eine filmische Krimi-Theater-Reihe von Michael Sommer nach einer Idee von Daniel Grünauer, Theater Ulm (Uraufführung)
- Die Grönholm-Methode Schauspiel von Jordi Galceran, Theater Ulm
- Cash Schauspiel über Johnny Cash von Kay Kruppa und Frank Pinkus, Modernes Theater Tirschenreuth
- Xanadu Musical von Jeff Lynne und John Farrar (Europäische und Deutschsprachige Erstaufführung), Landestheater Oberpfalz
- Der Tod und das Mädchen Schauspiel für drei Personen von Ariel Dorfman, Burgfestspiele Leuchtenberg

Als Dramaturg (Auswahl)
- Chronik der Revolution von Alireza Daryanavard und Mahsa Ghafari (Uraufführung)
- Gentrifizier dich! Satire von Carla Niewöhner (Uraufführung)
- Gott Theaterstück von Ferdinand von Schirach. Fassung für das Schauspielhaus Graz von Daniel Grünauer und Bernd Mottl
- Die Laborantin Schauspiel von Ella Road (Österreichische Erstaufführung)
- Ein Leben in Takt Monolog für einen Spieler und zwei Schlagzeuge von Cédric Chapuis (Deutschsprachige Erstaufführung)
- Foottit und Chocolat Zirkusspiel von Christoph Nix nach einer wahren Geschichte (Uraufführung)
- Mein Kampf Farce von George Tabori (Regie: Serdar Somuncu)
- Zorngebete Schauspiel nach dem Roman von Saphia Azzeddine (Deutschsprachige Erstaufführung)
- Die gläserne Hand Schauspiel von Oren Yaacobi (Deutschsprachige Erstaufführung)
- Hamilton Rock Live-Hörspiel von J.F. Gröthien (Uraufführung)
- Die Backchen (Pussy Riot) Stück nach Euripides; Bearbeitung von John von Düffel (Uraufführung)
- Die Elchjagd Romantische Komödie von Michael Walzak (Deutschsprachige Erstaufführung)
- Antigone/Sophie Stück von Michael Sommer (Uraufführung)
- Wolle oder: Die Liebe zum Badeweiler Eine politische Komödie von Jürgen Hofmann (Uraufführung)

Als Autor (Auswahl)
- Cyrano de Bergerac Schauspiel von Edmond Rostand in einer Freilichttheaterfassung von Daniel Grünauer, Daniel Morgenroth und Christoph Nix
- Paradiso Schauspiel von Daniel Grünauer nach dem Roman von Thomas Klupp
- Meine Wahrheit, deine Wahrheit Chansonabend mit Liedern von Georg Kreisler nach einem Konzept von Kathrin Berg & Daniel Grünauer

## Lehrtätigkeit
Von 2014 bis 2015 unterrichtete er Dramaturgie an der Adk-ulm und war Dozent am Aicher-Scholl-Kolleg Ulm.

## Gesellschaftliches Engagement
- Mitglied der Internationalen Heiner Müller Gesellschaft[6]
- Initiator und Mitbegründer des dramaturgie-netzwerks (d-n)
- Sprecherrat des Arbeitskreises Kultur der Stadt Ulm
- Beirat der Landestheater Oberpfalz GmbH

## Politisches Engagement
Daniel Grünauer ist seit 2010 Mitglied der Partei Bündnis 90/Die Grünen. Am 26. Mai 2019 wurde er in den Kreistag des Landkreises Konstanz gewählt und saß für die Fraktion Die Grünen bis 27. Juli 2020 als Kreisrat im Kultur- und Schulausschuss, im Kuratorium „Kunststiftung Landkreis Konstanz“ und der Strukturkommission Eingliederungshilfe.

## Veröffentlichungen
- Explosion der Erinnerung: Heiner Müllers Der Auftrag vor dem Hintergrund seiner Amerikareisen. Tectum Wissenschaftsverlag. 13. Dezember 2010. ISBN 3-8288-2534-6
- Theater_Stadt_Politik. von Konstanz in die Welt. Herausgegeben von Christoph Nix, David Bruder, Veronika Fischer und Daniel Grünauer. Theater der Zeit Verlag. 2019. ISBN 978-3-95749-236-4[7]